# Тадами
Тадами (яп. 只見町 Тадами-мати) — посёлок в Японии, находящийся в уезде Минамиайдзу префектуры Фукусима. Площадь посёлка составляет 747,53 км², население — 4562 человека (1 августа 2014), плотность населения — 6,10 чел./км².

## Географическое положение
Посёлок расположен на острове Хонсю в префектуре Фукусима региона Тохоку. С ним граничат города Уонума, Сандзё, посёлки Канеяма, Минамиайдзу, Ага и сёла Сёва, Хиноэмата.

## Население
Население посёлка составляет 4562 человека (1 августа 2014), а плотность — 6,10 чел./км². Изменение численности населения с 1980 по 2005 годы:
| 1980 | 7271 чел. |  |
| 1985 | 6731 чел. |  |
| 1990 | 6170 чел. |  |
| 1995 | 5804 чел. |  |
| 2000 | 5557 чел. |  |
| 2005 | 5284 чел. |  |

## Символика
Деревом посёлка считается Fagus crenata, цветком — магнолия Кобуси, птицей — Cettia diphone.